# قرار مجلس الأمن التابع للأمم المتحدة رقم 1267
قرار مجلس الأمن التابع للأمم المتحدة رقم 1267، المتخذ بالإجماع في 15 تشرين الأول / أكتوبر 1999. بعد التذكير بالقرارات 1189 (1998) و1193 (1998) و1214 (1998) بشأن الحالة في أفغانستان، صنف المجلس أسامة بن لادن وشركائه كإرهابيين ووضع نظام جزاءات لتغطية الأفراد والكيانات المرتبطين بالقاعدة وأسامة بن لادن و/أو طالبان أينما وجدت.
ومنذ ذلك الحين، تم إعادة تأكيد النظام وتعديله من خلال عشرات القرارات من مجلس الأمن الدولي. ويُزعم أن نظام العقوبات تسبب في معاناة شديدة لشعب أفغانستان في ظل نظام طالبان في وقت كان يعتمد فيه بشدة على المساعدات الغذائية الدولية، بينما فشل في تلبية أي من مطالبه. منذ الغزو الأمريكي لأفغانستان في عام 2001، تم تطبيق العقوبات على الأفراد والمنظمات في جميع أنحاء العالم.
يتألف النظام من لجنة مجلس الأمن التابع للأمم المتحدة و «قائمة موحدة» بالأشخاص والكيانات التي حددها على أنها مرتبطة بالقاعدة أو طالبان، والقوانين التي يجب تمريرها داخل كل دولة عضو من أجل تنفيذ العقوبات. تتلقى اللجنة تقارير من كل دولة حول كيفية سير العمل، وهي قادرة على تغيير الشروط المفروضة على أي فرد حسب ما تراه مناسبًا.
لم يكن هناك حق استئناف ضد الإدراج حتى ديسمبر 2006.

## فرض العقوبات
وقد اعتُمد أول قرارين لمجلس الأمن 1267 و1333 (2000)، في 15 تشرين الأول / أكتوبر 1999 و19 كانون الأول / ديسمبر 2000 على التوالي. وقد رحب بهم بحرارة سفير أفغانستان الذي لم يكن ممثلاً لنظام طالبان الذي سيطر على 80٪ من البلاد. وأبدت ماليزيا وحدها تحفظات على فعالية القرارات وقلقها من العواقب الإنسانية  إلى حد الامتناع عن التصويت على القرار الثاني. على الرغم من التصويت على القرار الثاني، عارضته المملكة المتحدة بشكل خاص بسبب الوضع الإنساني المتردي بالفعل وتوقع رد فعل عنيف ضد منظمات الإغاثة التابعة للأمم المتحدة التي تقدم الإغاثة في البلاد.
جاء القرار الأول بعد نظام العقوبات الذي فرضته الولايات المتحدة في 5 يوليو 1999 بأمر تنفيذي  بعد أن اكتشف مسؤولو المخابرات تدفق الأموال التي يسيطر عليها بن لادن عبر البنوك.
وفرضت القرارات سلسلة من المطالب على الدول الأعضاء وكذلك على أفغانستان بموجب الفصل السابع من ميثاق الأمم المتحدة. الأول يشمل:
- يجب ألا تسمح طالبان باستخدام الأراضي الواقعة تحت سيطرتها لتدريب الإرهابيين.
- يجب على طالبان تسليم أسامة بن لادن إلى السلطات المختصة.
- يجب على جميع الدول رفض تصريح الطيران لجميع الطائرات التي تديرها طالبان.
- يجب على جميع البلدان تجميد جميع الموارد المالية التي يمكن أن تفيد طالبان.
- يجب على جميع الدول الإبلاغ في غضون 30 يومًا عن الإجراءات التي اتخذتها.

وخرجت مظاهرات غاضبة أمام مكاتب الأمم المتحدة في كابول في اليوم التالي لفرض العقوبات. تم إغلاق الخدمة البريدية الدولية. تم حظر رحلة جوية فوق إيران تحمل إمدادات إلى بغداد في أكتوبر 2000،  وسُمح لأخرى إلى ألمانيا تحمل أطفال مرضى.
عزز قرار كانون الأول (ديسمبر) 2000 النظام وفرض شروطًا إضافية:
- يجب على طالبان القضاء على جميع أنواع زراعة خشخاش الأفيون غير المشروعة.
- يجب على جميع الدول منع بيع جميع المعدات العسكرية إلى الأراضي التي تسيطر عليها طالبان.
- يجب على جميع البلدان منع بيع أنهيدريد الخل (مادة كيميائية تستخدم في إنتاج الهيروين) إلى أراضي أفغانستان الخاضعة لسيطرة طالبان.
- يجب على جميع البلدان تقييد دخول وعبور جميع كبار مسؤولي طالبان عبر أراضيها.
- يجب إغلاق جميع مكاتب الخطوط الجوية الأفغانية أريانا.

في الشهر التالي، أفادت هيئة الإذاعة البريطانية (بي بي سي) أن القائمة التي قدمتها الأمم المتحدة للمسؤولين الذين سيتم تطبيق العقوبات ضدهم كانت غير دقيقة وفشلت في احتواء أي قادة عسكريين. قال مسؤولون كبار في الأمم المتحدة إن العقوبات كانت غير مناسبة على الإطلاق بسبب الفوضى التي كانت تسببها لبعثات الإغاثة في وقت المجاعة.
بعد ذلك بوقت قصير، أبدت حركة طالبان علامات على استعدادها لعقد صفقة بشأن بن لادن  الرغم من الضرر السياسي الذي قد يسببه لها. كما أنها خفضت بشكل كبير زراعة خشخاش الأفيون.
في 30 يوليو 2001، أنشأ قرار مجلس الأمن رقم 1363 فريق مراقبة لرصد ومساعدة تنفيذ التدابير.

## نقد
صرح مفوض مجلس أوروبا لحقوق الإنسان توماس هامربرغ في عام 2008 أنه يعتقد أن «الإجراءات التعسفية لإدراج الإرهابيين في القائمة السوداء يجب تغييرها الآن». وقال إنه يعتقد أن الإجراءات أثرت على عدد من حقوق الأفراد المستهدفين، بما في ذلك الحق في الخصوصية والحق في الملكية والحق في تكوين الجمعيات والحق في السفر أو حرية التنقل، ولم تكن هناك إمكانية للطعن أو حتى معرفة جميع أسباب الإدراج في القائمة السوداء، مما يلغي الحق في الانتصاف الفعال والإجراءات القانونية الواجبة.
صرح مقرر الأمم المتحدة الخاص المعني بتعزيز وحماية حقوق الإنسان مارتن شاينين في عام 2008 أن «إجراءات إدراج قائمة الإرهابيين لم تفي بمتطلبات الإجراءات القانونية الواجبة للمحاكمة العادلة». واقترح «إنشاء هيئة مراجعة مستقلة مؤلفة من خبراء مستقلين، تكون جزءًا من إجراءات اتخاذ القرار في مجلس الأمن» أو حتى إلغاء لجنة 1267 ونقل مسألة الإدراج إلى اختصاص لجنة مكافحة الإرهاب، على أساس من القرار 1373 (2001).
كتب قاضي المحكمة الفيدرالية الكندية راسل زين في حكم بشأن قضية أبو سفيان عبد الرازق (المدرج في القائمة عام 2006)، «أضفت اسمي إلى أولئك الذين يرون أن نظام لجنة 1267 يمثل حرمانًا من سبل الانتصاف القانونية الأساسية ولا يمكن الدفاع عنه بموجب المبادئ حقوق الإنسان الدولية. لا يوجد في عملية الإدراج أو الشطب ما يقر بمبادئ العدالة الطبيعية أو ينص على عدالة الإجراءات الأساسية. . . يصعب القول إن عملية لجنة 1267 تفي بشرط الاستقلالية والحياد عندما تكون الدولة التي تطلب الإدراج، كما قد يكون الأمر يتعلق بالسيد عبد الرازق، أحد أعضاء الهيئة التي تقرر ما إذا كانت ستدرج أو، بنفس القدر من الأهمية، تشطب شخص من القائمة. المتهِم هو أيضًا القاضي.» 

## قرارات ما بعد طالبان
بدأ الغزو الأمريكي لأفغانستان في أكتوبر 2001 بعد سلسلة من الإنذارات النهائية لطالبان لتسليم أسامة بن لادن الذي أكدت الولايات المتحدة مسؤوليته عن هجمات 11 سبتمبر 2001. وبدا أن نظام طالبان نقض قرارًا اتخذه اجتماع طارئ لرجال دين أفغان بمطالبة بن لادن بالمغادرة طواعية، وأعلن أن تسليمه دون أي دليل فعلي على إدانته سيكون إهانة للإسلام. استعادت القوات المناهضة لطالبان البلاد، وتشكلت حكومة جديدة برئاسة حامد كرزاي في ديسمبر 2001.
في 15 يناير 2002، رفع مجلس الأمن العقوبات عن الخطوط الجوية الأفغانية أريانا لأنها لم تعد تديرها طالبان في القرار 1388. في اليوم التالي، في القرار 1390، ألغى جميع قيود الطيران الإضافية، لكنه أعاد التأكيد على العقوبات المالية والعسكرية ضد الأفراد المرتبطين بحركة طالبان ومنح جميع الدول 90 يومًا للإبلاغ عن الإجراءات التي تتخذها.
في 20 ديسمبر / كانون الأول 2002، قام مجلس الأمن، بموجب القرار 1452، بتغيير نظام الإنفاذ بحيث يمكن للدول الفردية إدارة إعفاءاتها من العقوبات المالية. حتى ذلك الحين، كان لا بد من الحصول على تصريح على أساس كل حالة على حدة على أساس الحاجة الإنسانية لجميع المعاملات المالية التي تشمل شخصًا تم تحديده من قبل اللجنة كشريك لطالبان. سمح هذا القرار للدول بتحرير الأموال لهؤلاء الأفراد لأغراض دفع ثمن الطعام والإيجار والأدوية والضرائب والرسوم القانونية وما إلى ذلك. في المملكة المتحدة، يكون نظام العقوبات قاسيًا لدرجة أنه وجد أنه ينطبق على زوجة فرد مدرج في القائمة مُنعت من سحب ما يكفي من المال لاصطحاب أطفالها إلى حمام السباحة.
في الشهر التالي، في القرار 1455، أعاد مجلس الأمن تشكيل فريق المراقبة وذكّر جميع الدول بضرورة تنفيذ العقوبات وكتابة التقارير.
في 20 كانون الثاني / يناير 2003 عقد مجلس الأمن اجتماعا رفيع المستوى للوزراء لمناقشة موضوع مكافحة الإرهاب. كان القرار 1456 في حد ذاته مجرد اعتماد لإعلان صادر عن الوزراء يحث على تكثيف الجهود من قبل لجنة مكافحة الإرهاب.
في 30 كانون الثاني (يناير) 2004، أصدر مجلس الأمن القرار 1526 (2004) لتقوية النظام وطالب بما يلي:
- يجب على جميع البلدان أن تجمد على الفور جميع الموارد الاقتصادية التي يمكن أن تفيد بشكل مباشر أو غير مباشر أي شخص مدرج في القائمة
- يجب على جميع البلدان منع دخول الأشخاص الموجودين في القائمة والعبور عبر أراضيها
- ويتعين على جميع البلدان التي لم تفعل ذلك بعد أن تقدم تقاريرها بحلول 31 مارس / آذار

في 29 يوليو 2005، أصدر مجلس الأمن القرار 1617 (2005) لإضفاء الطابع الرسمي على إجراءات إدراج الأفراد في القائمة الموحدة.
في 8 أغسطس 2006، أصدر مجلس الأمن القرار 1699 (2006)  للترحيب بدور الإنتربول في تطبيق العقوبات ومطالبة الأمين العام بزيادة التعاون.

## إجراءات الإدراج والشطب من القائمة
وإدراكًا منه لمشكلة الافتقار إلى معايير الحد الأدنى من الأدلة أو الشفافية في عملية الإدراج، وبالنظر إلى العدد الكبير نسبيًا من الأفراد المدرجين في القائمة، كلف مكتب الأمم المتحدة للشؤون القانونية بإجراء دراسة حول السؤال التالي: «هل مجلس الأمن التابع للأمم المتحدة... ملزم بضمان إتاحة حقوق الإجراءات القانونية الواجبة، أو» الإجراءات العادلة والواضحة«للأفراد والكيانات المستهدفة مباشرة بالعقوبات بموجب الفصل السابع من ميثاق الأمم المتحدة؟» 
كان التقرير، الذي نُشر في مارس 2006، نظريًا بحتًا ولم يشر إلى أي من الحالات. بينما أقر بحقيقة أن الأمم المتحدة كانت هيئة فوق وطنية لم تستهدفها أي من معاهدات حقوق الإنسان، فقد وجد أن هناك «توقعات مشروعة بأن الأمم المتحدة نفسها، عندما يكون لعملها تأثير مباشر على الحقوق والحريات للأفراد، تراعي معايير الإجراءات القانونية الواجبة... التي يمكن للشخص المعني الاعتماد عليها.» إن حقيقة أن «الدول الأعضاء ليس لها سلطة مراجعة أسماء الأفراد والكيانات الذين تحددهم اللجنة المسؤولة التابعة لمجلس الأمن، بهدف التأكد من [الحاجة إلى معاقبتهم]» تعني أن الأشخاص المستهدفين يحتاجون إلى التعبير عن حقوقهم أمام المجلس المتمثلة بإبلاغهم بالإجراءات المتخذة ضدهم في أسرع وقت ممكن، وأن يكونوا قادرين على عرض قضيتهم أمام قاضٍ نزيه.
في 19 ديسمبر / كانون الأول 2006، تبنى مجلس الأمن القرار 1730 (2006) لتأسيس إجراء لشطب القائمة يمكن بموجبه لمن وجدوا أنفسهم في القائمة تقديم التماس إلى اللجنة للنظر في قضيتهم. وخلال الاجتماع، قال السفير الفرنسي إن عدم كفاية الإجراءات أثر على فاعلية العقوبات،  وقال سفير دولة قطر إن القرار لم يذهب بما فيه الكفاية فيما يتعلق بالأعراف والمعايير القانونية.
كما ظلت إجراءات الإدراج غامضة حتى 22 ديسمبر / كانون الأول 2006 عندما اعتمد مجلس الأمن القرار 1735 (2006) الذي تضمن سلسلة من الاستمارات التي يجب على الدول أن تملأها من أجل وضع أسماء الأشخاص والكيانات الذين لهم صلة بطالبان في القائمة.
أصدرت لجنة مجلس الأمن، طوال فترة عملها، بيانات صحفية كلما قامت بإجراء تغيير على القائمة. في بعض الأحيان يكون هؤلاء من الأشخاص المحتجزين في أماكن مثل ألمانيا.
عندما أعيد تأكيد تدابير الجزاءات (استنادا إلى القائمة الموحدة) بموجب القرار 1822 (2008)،  أعرب سفير كوستاريكا عن قلقه من أن إجراءات الإدراج والشطب ما زالت لا تتماشى مع المعايير الدولية للمحاكمة العادلة.

## الأفراد الخاضعين للعقوبات
- عزت الله حقاني - نائب وزير التخطيط في طالبان
- أحمد يوسف - صومالي المولد مواطن سويدي مدرج على القائمة بسبب انتمائه لشبكة البركات للتحويل البنكي. شُطب من القائمة في 24 آب / أغسطس 2006 عندما أُسقطت جميع الاتهامات.
- محمد مومو - مواطن سويدي من أصل مغربي أُضيف إلى القائمة في 7 كانون الأول / ديسمبر 2006، وأضيف بناء على طلب الولايات المتحدة.
- سعد الفقيه - منشق سعودي، يحتمل أن يكون مقيم في لندن، أضيف إلى القائمة في ديسمبر / كانون الأول 2004
- مؤسسة الحرمين - منظمة خيرية مقرها المملكة العربية السعودية، والعديد من شركائها موجودون في معتقل غوانتانامو. أدرجت في سبتمبر 2004.
- عبد المجيد الزنداني - باحث أكاديمي يمني أضيف إلى القائمة في فبراير 2004.
- خالد الفواز - مواطن سعودي محتجز في لندن، تم تسليمه لاحقًا إلى الولايات المتحدة وأدين بالتآمر في تفجيرات سفارة الولايات المتحدة عام 1998.
- علي سيد محمد مصطفى البكري - عضو سابق في حركة الجهاد الإسلامي المصرية، وربما لا يزال في أفغانستان.
- هاني السباعي - مصري مقيم في لندن أضاف في سبتمبر 2005 بناء على طلب الحكومة المصرية.
- أبوسفيان عبد الرازق - مواطن سوداني كندي تمت إضافته إلى القائمة بناءً على طلب أمريكي دون تفسير، وتم تبرئته مرارًا من العلاقات الإرهابية، وما زال مدرجًا
- أنور العولقي - مواطن يمني أمريكي مرتبط بالقاعدة [39]
- مولوي أحمد جان أخوند - وزير وحاكم إقليمي في أفغانستان التي تحكمها طالبان، ومنذ ذلك الحين ممول رئيسي وخبير لوجستي لشبكة حقاني، وزعيم مجلس الشورى في كويتا.[40]

### رفع 2010
في 27 يناير 2010، أزالت لجنة عقوبات تابعة للأمم المتحدة خمسة مسؤولين كبار سابقين في طالبان من قائمتها لأعضاء القاعدة وطالبان في خطوة دعمها الرئيس الأفغاني كرزاي. يعني القرار أن الخمسة لن يخضعوا بعد الآن لحظر السفر الدولي وتجميد الأصول وحظر الأسلحة. كان الرجال الخمسة جميعًا أعضاء رفيعي المستوى في إمارة أفغانستان الإسلامية السابقة:
- وكيل احمد متوكل وزير الخارجية السابق.
- فضل محمد نائب وزير التجارة السابق.
- شمس الصفا أمينزاي، مسؤول صحفي سابق في الشؤون الخارجية لطالبان.
- محمد موسى حوتك نائب وزير التخطيط السابق.
- عبد الحكيم النائب السابق لوزير شؤون الحدود.

تمت إضافة حميعهم إلى القائمة في يناير أو فبراير 2001.

## المكاتب الوطنية المسؤولة عن التنفيذ
في المملكة المتحدة، تم تنفيذ النظام من خلال وحدة العقوبات المالية في بنك إنجلترا باستخدام الصلاحيات الممنوحة بموجب قانون الأمم المتحدة لعام 1946. واعتقلت الإجراءات عددا من الأفراد وأسرهم.
الوكالة المسؤولة في الولايات المتحدة هي مكتب مراقبة الأصول الأجنبية التابع لوزارة الخزانة الأمريكية.